# La llamada de la venganza

La llamada de la venganza es la decimosexta novela de la serie Aprendiz de Jedi, basada en el universo de Star Wars, y está escrita por Jude Watson. Fue publicada por Scholastic Press en inglés (diciembre de 2001) y por Alberto Santos Editor en español.

## Argumento
Qui-Gon Jinn está cerca del Lado Oscuro y ha dejado atrás a su Padawan, olvidando todo en lo que creía, para buscar venganza. Obi-Wan Kenobi, preocupado, decide pedir ayuda al Maestro Jedi Mace Windu.